# 山下登 (法学者)
山下 登（やました のぼる、1957年6月 - ）は、日本の法学者。岡山大学大学院法務研究科教授。

## 略歴
- 1980年 - 滋賀大学経済学部卒業
- 1982年 - 神戸大学大学院法学研究科修士課程修了
- 1985年 - 神戸大学大学院法学研究科博士課程単位取得退学
- 1987年 - 長崎県立国際経済大学講師
- 1992年 - 長崎県立大学助教授
- 2004年 - 神戸学院大学法科大学院教授
- 2007年 - 岡山大学大学院法務研究科教授

この他、神戸学院大学法科大学院客員教授（2007年～2011年）も務めた

## 著書
- 『医療紛争の事例と争点』（共著、金芳堂、1985）
- 『裁判・紛争処理の比較研究(下)―アクセス・トゥ・ジャスティス・プロジェクト 』（共訳、中央大学出版部、1985）
- 『注釈ドイツ相続法』（共著、三省堂、1989）
- 『世界の医事法』（共著、信山社、1992）
- 『注釈国際統一売買法』（共著、法律文化社、2000）
- 『医事法の方法と課題』（共著、信山社、2004）
- 『実務医事法講義』（共著、民事法研究会、2005）

## 所属学会
- 日本私法学会
- 日本医事法学会
- 比較法学会